# Otman Bakkal
Otman Bakkal (arabsky عثمان بقال; narozen 27. února 1985, Eindhoven, Nizozemsko) je bývalý nizozemský fotbalový záložník marockého původu. Na kontě má jeden start za A-mužstvo Nizozemska.
Mimo Nizozemsko působil na klubové úrovni v Rusku.

## Klubová kariéra
Odchovanec PSV Eindhoven se dostal do A-týmu PSV v létě 2003. Od roku 2005 hostoval v dalších nizozemských klubech, postupně to byly FC Den Bosch, FC Eindhoven, FC Twente a Feyenoord (ve Feyenoordu až od roku 2011). 20. listopadu 2010 ho pokousal do krku během zápasu Ajaxu Amsterdam s PSV Eindhoven (0:0) protihráč Luis Suárez, Bakkal se tak stal první obětí v jeho útocích chrupem na fotbalisty.
V červenci 2012 přestoupil z PSV do ruského klubu FK Dynamo Moskva, kde strávil jednu sezónu. Pak se vrátil do Nizozemska do Feyenoordu, kde mu skončila smlouva v červenci 2014. Na podzim 2014 trénoval s juniorským týmem Feyenoordu.
V únoru 2015 byl na testech v českém klubu AC Sparta Praha, nastoupil ve dvou přípravných utkáních, ale trenéry českého klubu svými výkony nepřesvědčil a vrátil se do Nizozemska, kde krátce trénoval s rezervním týmem PSV Eindhoven.

## Reprezentační kariéra
Otman Bakkal byl členem nizozemského mládežnického výběru U21. Zúčastnil se domácího Mistrovství Evropy hráčů do 21 let 2007, kde Nizozemci porazili ve finále Srbsko 4:1 a vyhráli druhý titul v řadě.

S reprezentací do 23 let se zúčastnil také Letních olympijských her 2008 v Číně, kde byli Nizozemci vyřazeni ve čtvrtfinále Argentinou po výsledku 1:2 po prodloužení.
V A-mužstvu Nizozemska debutoval 18. listopadu 2009 v přátelském utkání proti národnímu týmu Paraguaye (remíza 0:0). Dostal se na hřiště v 85. minutě.